# Kalcedonski koncil

Kalcedonski koncil  je potekal od 8. oktobra  do 1. november leta 451 v Kalcedonu, mestu v Bitiniji v Mali Aziji.
Na koncilu so zavrnili monofizitizem (nauk, da ima Kristus samo eno naravo) in podrobneje razdelali nauk o dveh naravah Jezusa Kristusa, ki je pravi Bog (ima Božjo naravo) in pravi človek (ima človeško naravo). Sprejeli so tudi kalcedonsko veroizpoved. Tega koncila (in naslednjih) ne sprejema Koptska Cerkev, ki jo zaradi tega imenujemo tudi Predkalcedonska Cerkev in ima sedež v Aleksandriji.

## Opis
Kalcedonski koncil je četrti vesoljni (ekumenski) koncil (cerkveni zbor). Potekal je od 8. oktobra do 1. novembra 451. 
Njegove sklepe sprejema večina krščanskih Cerkva in skupnosti in sicer: rimskokatoliška Cerkev, pravoslavne Cerkve, anglikanska skupnost, luteranci in starokatoličani.
Njegov predhodnik je bil Efeški koncil, sledil mu je pa Drugi carigrajski koncil.
Koncil je sklical bizantinski cesar Marcijan. 
Predsedoval mu je papež Leon I. po svojih delegatih Pashazinu in Lucenciju; s carigrajske strani je predsedoval konzul Anatolij Konstantinopelski.
Udeležencev je bilo največ na dotedanjih koncilih; ocene se gibljejo med 370 do 630 udeležencev. Na koncilu so prebrali Leonovo Dogmatično pismo (Tomus) Flavijanu. To je povzročilo splošno navdušenje, ki se je izražalo v vzklikih: »To je vera očetov, to je nauk apostolov, vsi mi tako verujemo. Izobčen bodi, kdor veruje drugače. Po Leonovih ustih je spregovoril apostol Peter!«
Na koncilu je bil obsojen monofizitizem, ki je trdil, da v Jezusu obstaja le ena, in sicer Božja narava. Carigrajski stari menih Evtih je namreč učil, da se pri Kristusu človeška narava stopi z Božjo kot kapljica medu, ki pade v morje, z množino vode. Koncil je razglasil, da  v Kristusu obstajata Božja in človeška narava v eni osebi (hipostatično zedinjenje), česar koptska Cerkev ni sprejela in se zato imenuje predkalcedonska Cerkev. 
Obsojena je tudi "roparska sinoda" v Efezu 449, kjer papeževim legatom niso dali priti niti do besede.
Odloki: Kalcedonska veroizpoved, 28 kanonov, od katerih je papež potrdil 27, zadnjega pa ne, ker Konstantinopel v cerkveni hierarhiji postavlja takoj za Rimom, pred drugimi tradicionalnimi patriarhati: Antiohija in Aleksandrija. Tu se je začela klica poznejšega razkola (1054). Jeruzalemskemu metropolitu je tudi dodeljen naslov patriarha.